# Colgar manor
Colgar manor är en insektsart som beskrevs av Medler 2000. Colgar manor ingår i släktet Colgar och familjen Flatidae. Inga underarter finns listade i Catalogue of Life.